# Jim Prior
James Michael Leathes (Jim) Prior, Baron Prior van Brampton (Norwich, Engeland, 11 oktober 1927 – Brampton, Engeland, 12 december 2016) was een Brits politicus van de Conservative Party.
Prior was tussen 1963 en 1984 bewindspersoon in het Kabinet-Macmillan II en -Douglas-Home (1963–1964), -Heath (1970–1974) en -Thatcher (1979–1984). Hij was staatssecretaris voor Economische Zaken van 1963 tot 1964, minister van Landbouw, Visserij en Voedselvoorziening van 1970 tot 1972, Lord President of the Council en Leader of the House of Commons van 1972 tot 1974, minister van Arbeid van 1979 tot 1981 en minister voor Noord-Ierland van 1981 tot 1984.
Op 14 oktober 1987 werd Prior benoemd als baron Prior van Brampton en werd lid van het Hogerhuis.
- Bibsys: 90244401
- CiNii: DA02149774
- Gemeinsame Normdatei: 1240769741
- International Standard Name Identifier: 0000 0000 8220 9588
- Library of Congress Control Number: n86118930
- Nationale bibliotheek van Australië: 36237773
- Nationale Bibliotheek van Israël: 987007458555405171
- Système universitaire de documentation: 153046317
- Trove: 1234760
- Virtual International Authority File: 38402029
- WorldCat: E39PBJth3TRgQgmtBdQmRJ3WjC